# Guibourtia ehie
Guibourtia ehie es una especie de árbol perteneciente a la familia de las fabáceas. Los nativos la denominan "hyedua", "black hyedua", "ovangkol", "amazoué", o "shedua". Es del mismo género que la bubinga.

## Descripción
Es un árbol que llega a alcanzar los 30 metros de altura con fuertes aletas basales. El tronco recto y cilíndrico, de corteza gris verdosa. Las hojas son partidas hasta el peciolo y sólo con un par de foliolos parcialmente caducos. Las flores son blancas y se encuentran en inflorescencias terminales, producen una legumbre membranosa con una única semilla.

## Distribución
Se localiza desde Liberia hasta Gabón. Aparece en el bosque virgen de la región continental ecuatoguineana, donde habita zonas húmedas y riberas.

## Usos
Su madera es oscura y dura, aunque fácil de serrar. Se utiliza normalmente en ebanistería de lujo, carpintería exterior e interior, carrocerías, decoración, mobiliario, etc. También se utiliza para la construcción de instrumentos musicales de estudio (guitarras, marimbas, etc.) como alternativa económica a la madera de palosanto.